# SM EVM
SM EVM (ロシア語でСМ ЭВМ。Система Малых ЭВМの略語。英語でSystem of Mini Computersの意)は、1970年代と1980年代に製造されたソヴィエト連邦とコメコンの数種類のミニコンピュータのために付けられた一般名称であった。1975年に製造が開始された。
SM EVMのほとんどが、DEC PDP-11とVAXのクローンであった。
SM-1とSM-2は、ヒューレットパッカードのミニコンピュータのクローンであった。
PDP-11のクローンのために使われた共通のOSは、高スペックモデルと低スペックモデルで異なっていた。
高スペックモデルにはRSX-11(ОС РВ)のロシア語翻訳版が使われていた（RSX-11#ソビエト連邦でのクローンを参照）。
低スペックモデルにはRT-11(РАФОС, ФОДОС)のロシア語翻訳版が使われていた。
ハイエンドのPDP-11のクローンは、UNIXのクローンであるMOSも使用することができた。